# 平取町芽生すずらん群生地
平取町芽生すずらん群生地（びらとりちょうめむ すずらんぐんせいち）は、北海道沙流郡平取町芽生にスズランが自生する、野生群生地。所管は、平取町観光協会。
日本最大の群生地（約15ヘクタール）でもあり、スズランの一般公開イベント「すずらん観賞会」が開催される。

## 概要
日本最大の群生地（約15ヘクタール）。
スズランが咲く、5月下旬より6月中旬まで一般公開される。

## 歴史
1960年（昭和35年）ごろまでは、自然な状態で自生するスズランであった。その後、「すずらん祭り」が開催されるようになり、1975年（昭和50年）ごろ以後は、スズランの乱獲が横行し、絶滅の危機状態になった。スズランの保全回復に徹底するため、一般公開を禁止。それにより、一般公開当初までに状態が回復した。
その後、同じ過ちを繰り返さないように観賞用の通路を設置・制限区域など管理が徹底され、平取町の町花にも制定。現在の期間限定の一般公開「すずらん観賞会」の形となった。
2010年（平成22年）、宮崎県で発生した口蹄疫感染問題の影響により開催が危ぶまれたが万全の対策を行い、当初の予定通り5月29日より開催された。翌月には、事態の深刻さの影響もあり開催期間途中での中止が決定となり、6月5・6日に予定されていたイベントも中止となった。

## びらとりすずらん観賞会
キャッチコピー「白樺と牧場のすずらん」。
スズランが咲く、5月下旬より6月上旬の2週間に開催される。
この期間の土・日曜日は、観光客の土産にスズラン（根付）が先着限定でプレゼントされ、平取町の名産品（ニシパの恋人（トマトのブランド名）・トマト加工製品）・土産品が販売される。また、名産のびらとり和牛の屋外バーベキューコーナーも併設される。

## 所在地
- 北海道沙流郡平取町芽生すずらん群生地

## 所管
- 平取町観光協会
  - 北海道沙流郡平取町本町28（平取町役場内）

## アクセス
- 日高自動車道日高富川ICより
- JR日高本線富川駅より路線バス

## 外部サイト
- 芽生すずらん群生地 | 平取町オフィシャルサイト
- すずらん観賞会 | 平取町オフィシャルサイト